# نانسا (خضر لو)
نانسا (بالفارسية: نانسا) هي قرية تقع في إيران في أذربيجان الشرقية. يقدر عدد سكانها بـ 790 نسمة بحسب إحصاء 2016.